# Breastaurant

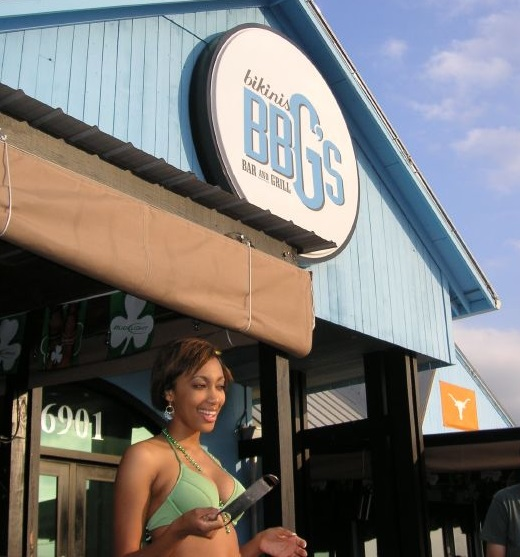
Employée d'un breastaurant au Texas.

Un breastaurant, mot-valise de langue anglaise formé de la contraction de « breast » (en français : « poitrine ») et de « restaurant », est un type de restaurant, apparu aux États-Unis dans les années 1980, dans lequel le personnel servant, exclusivement de sexe féminin et sélectionné selon un type de physique donné, est accoutré de manière à rendre visible ou en partie visible certains de ses attributs physiques jugés sexuellement attirants.
Plusieurs chaînes de ce type de restaurants existent. La chaîne de restaurants Hooters, fondée dans les années 1980, est pionnière en la matière,. Implantée à travers le monde, l'essentiel de ses restaurants se trouve cependant aux États-Unis. Plusieurs autres chaînes sont apparues dans les années 2000 ; on compte parmi celles-ci Tilted Kilt Pub & Eatery (en), Twin Peaks, Bombshells, Bone Daddy's, Bikinis Sports Bar & Grill (en), Show-Me's, Brick House Tavern, Mugs & Jugs et Heart Attack Grill.